# Michał Róg
Michał Róg (ur. 2 sierpnia 1884 w Pcimiu, zm. 1940 w KL Dachau) – polski polityk ruchu ludowego, poseł, publicysta.
Urodził się w rodzinie leśniczego. Ukończył studia na Wydziale Filozoficznym Uniwersytetu Jagiellońskiego. W latach 1906–1907 pracował w Towarzystwie Kółek Rolniczych we Lwowie. W okresie 1916–1918 współredagował warszawską Gazetę Świąteczną, a w latach 1916-1918 Ognisko Polskie w Moskwie.
Był członkiem PSL „Wyzwolenie”, redagował organ prasowy tej partii - Wyzwolenie. Z okręgu nr 4 wybrany do składu Sejmu w latach 1928 i 1930. W roku 1930, po rezygnacji Jana Woźnickiego, piastował funkcję wicemarszałka Sejmu II kadencji. Od 1919 do 1931 był członkiem Zarządu Głównego PSL „Wyzwolenie”. Aktywny członek Centrolewu, a później Rady Naczelnej Stronnictwa Ludowego. W 1935 opuścił SL. Trafił w skład Senatu w 1935 i 1938. Zasiadał w Kole Senackim Obozu Zjednoczenia Narodowego.
Po wybuchu II wojny światowej, aresztowany przez Niemców. Osadzony w KL Dachau, gdzie zmarł w 1940. Jego grób symboliczny znajduje się na cmentarzu Powązkowskim (kwatera T-1-15/16).
Jego żoną byłą Jadwiga z Prószyńskich, córka znanego działacza oświatowego Konrada Prószyńskiego.